# George Ross (11e Lord Ross)
Pour les articles homonymes, voir George Ross.
George Ross, 11e Lord Ross de Halkhead (mort en avril 1682), est un noble et soldat écossais.

## Origines
Ross est le fils et l'héritier de William Ross, 10e Lord Ross, décédé en 1656, et de Margaret, fille de James Forrester de Torwoodhead. Les Ross de Halkhead, ou Hawkhead, dans le Renfrewshire, sont une famille des Lowlands, apparemment sans lien avec les comtes de Ross ou la famille Highland de Ross of Balnagown.

## Carrière
Ross est présent au premier Parlement de Charles II, qui adopte l'Acte Rescissory de 1661 (interdisant le presbytérianisme), et siège ensuite régulièrement au Parlement.
Il est nommé juge de paix pour l'Ayrshire et le Renfrewshire le 9 octobre 1663, commissaire pour la perception de l'accise le 23 janvier 1667 et commissaire de la milice pour l'Ayrshire et le Renfrewshire le 3 septembre 1668.
En 1674, avec le marquis de Douglas et le comte d'Erroll, Ross lève trois troupes à cheval, qui sont ensuite dissoutes en 1676. Le 1er novembre 1677, il est lieutenant-colonel des Scots Guards. Il commande à Glasgow lors de la bataille de Drumclog le 1er juin 1679, lorsque Claverhouse est vaincu par les Covenanters. Il lui apporte son soutien au lendemain de cette bataille. Peu de temps après, il réussit à repousser une attaque déterminée des Covenanters sur Glasgow même.
Il meurt à Halkhead en avril 1682.

## Famille
Lord Ross épouse (contrat daté d'octobre 1653) Grizel Cochrane, fille de William Cochrane (1er comte de Dundonald). Ils ont :
- William Ross (12e Lord Ross) (en), qui lui succède
- Grizel (qui épouse Alexander Gilmour de Craigmillar et meurt le 10 juin 1732).

La première épouse de Lord Ross meurt en 1665 et il épouse peu après, Jean Ramsay, fille aînée de George Ramsay, 2e comte de Dalhousie. Elle lui survit et épouse Robert Makgill, 2e vicomte d'Oxfuird, avant de mourir en novembre 1696. Par elle, Lord Ross a :
- Charles Ross (général) (en) de Balnagown, qui hérite du domaine à la mort de David Ross de Balnagown (bien qu'il n'ait aucun lien avec lui)
- Anne
- Jean, qui épouse William Ramsay, 6e comte de Dalhousie
- Euphamé
- Marguerite [1]